# Leymus ramosus
Leymus ramosus är en gräsart som först beskrevs av C.Richt., och fick sitt nu gällande namn av Nikolai Nikolaievich Tzvelev. Leymus ramosus ingår i släktet strandrågssläktet, och familjen gräs. Inga underarter finns listade i Catalogue of Life.